# Fourth Avenue / Ninth Street (métro de New York)
Fourth Avenue / Ninth Street est une station souterraine et aérienne du métro de New York située dans le quartier de Park Slope, à Brooklyn. Elle est située sur une ligne souterraine, la BMT Fourth Avenue Line et une ligne aérienne, l'IND Culver Line respectivement issues des anciens réseaux de la Brooklyn-Manhattan Transit Corporation (BMT) et de l'Independent Subway System (IND). Sur la base des chiffres 2012, la station était la 110e plus fréquentée du réseau.
Au total, cinq services y circulent :
- les métros F et G y transitent 24/7 ;
- les métros R y circulent tout le temps sauf la nuit (23h00-06h00) ;
- les métros D et N assurent la desserte pendant la nuit (late nights).